# Giedrius Titenis
Giedrius Titenis, född 21 juli 1989 i Anykščiai, är en litauisk simmare som tog brons på 200 meter bröstsim vid Världsmästerskapen i simsport 2009.
Giedrius har också medverkat vid fyra stycken olympiska spel – 2008, 2012, 2016 och 2020. Vid OS 2020 i Tokyo blev Titenis utslagen i försöksheatet på 100 meter bröstsim och slutade på 36:e plats.